# 심판자 (2014년 영화)
《심판자》(영어: The Reckoning)는 2014년 공개된 오스트레일리아의 영화이다.

## 출연

### 주연
- 조나단 라파글리아
- 한나 맹간 로렌스
- 루크 헴스워스

### 조연
- 비바 비앙카
- 로라 콜리어
- 알렉스 윌리엄스
- 아만다 도우
- 프리실라-앤 폴더
- 탐 오설리번
- 존 맥퍼슨
- 레나토 파브레티
- 니콜라 바틀렛
- 비토 드 프란체스코
- 트로이 코워드
- 맷 엘버드
- 제임스 헤이건
- 데지레 크로싱
- 레베카 로빈슨
- 루크 쏜리

## 기타
- 공동제작: 존 V. 소토
- 라인PD: 팸 콜리스
- 협력프로듀서: 리 챔버스
- 협력프로듀서: 조나단 라파글리아
- 협력프로듀서: 존 맥퍼슨
- 조감독: 마이클 파란다
- 미술: 모니크 웨존
- 특수효과: 피어스 데이비슨
- 배역: 재클린 알리스